# Davide Gualtieri
Davide Gualtieri, né le 27 avril 1971 à Saint-Marin, est un footballeur international saint-marinais, qui évoluait au poste d'attaquant.

## Biographie

### Carrière internationale
Davide Gualtieri compte 9 sélections et 1 but avec l'équipe de Saint-Marin entre 1993 et 1999. 
Il est convoqué pour la première fois par le sélectionneur national Giorgio Leoni pour un match des éliminatoires de la Coupe du monde 1994 contre les Pays-Bas le 22 septembre 1993. Il entre à la 55e minute de la rencontre, à la place de Nicola Bacciocchi (défaite 7-0). Il reçoit sa dernière sélection le 31 mars 1999 contre l'Espagne (défaite 6-0).
Il est connu pour avoir un marqué le but plus rapide à l'époque dans un match de sélection le 17 novembre 1993 lors des qualifications pour la Coupe du monde 1994 contre l'Angleterre joué au Stadio Renato Dall'Ara de Bologne jusqu'à ce que ce record soit battu par Christian Benteke, le 10 octobre 2016, contre Gibraltar. Il a marqué seulement 8,3 secondes après l'engagement. Alors qu'une passe en profondeur lui était destinée, le malheureux défenseur Stuart Pearce coupe la trajectoire pour la remettre à son gardien mais n'appuie pas assez sa passe et Davide intervient pour pousser le ballon au fond des filets. L'équipe anglaise s'imposera finalement 7-1 (mais finira troisième de sa poule et sera éliminé de la Coupe du monde 1994).
Gualtieri a reçu la médaille d'argent du Mérite de sport par le Comité national olympique saint-marinais.

## Palmarès
- Avec le SP Tre Penne
  - Vainqueur de la Supercoupe de Saint-Marin en 2005